# Ендрю Чартер
Ендрю Люїс Чартер (англ. Andrew Lewis Charter; 30 березня 1987) — — австралійський хокеїст на траві. Грав за Центральний хокейний клуб (переможець чемпіонатів 2004 та 2008 років), також за команду Австралійської столичної території в Австралійській хокейній лізі. Гравець чоловічої збірної Австралії з хокею на траві.

## Біографічні відомості
Ендрю Люїс Чартер народився 30 березня 1987 року в Австралійській столичній території. 2010 року переїхав з Канберри до Перта, щоб тренуватися в хокейній академії Австралійського інституту спорту.

## Хокей на траві
Чартер — воротар. 2005 року представляв Австралійську столичну територію на національному чемпіонаті U21. У 2006 році входив до складу чоловічої хокейної збірної Австралії U21. Чартер повинен був дебютувати за збірну в грі проти Кореї, але втратив можливість після того, як зламав палець на нозі під час гри у футбол.
Чартер раніше грав у клубний хокей з Центральним хокейним клубом, виступав за клуб у 2006 році. Його клуб мав тритижневу серію програшів у великому фіналі ACT серед чоловіків. У фіналі Чартер був у воротах і зробив кілька важливих сейвів, що дозволило його команді виграти гру з рахунком 3–0. 2010 року після переїзду на західне узбережжя змінив клуб, щоб змагатися Фрімантлі. Зараз Чартер грає у хокейному клубі «Мелвілл» (англ. Melville), коли не представляє штат чи національну збірну. У 2007, 2008, 2010 і 2011 роках Чартер грав за команду Австралійської столичної території «Канберра Лейкерс» (англ. Canberra Lakers) в Австралійській хокейній лізі. 2007 року Чартер був заміною воротаря в грі проти New South Wales Arrows після того, як Натан Бергерс зазнав травми під час розминки до гри. Він пропустив два голи, а його команда забила два. Гра закінчилася перемогою його команди з рахунком 4–3 після того, як гра дійшла до пенальті. Це був перший випадок за сім ігор, коли його команда перемогла, коли гра дійшла до пенальті.

### Національна збірна
Чартер є гравцем чоловічої збірної Австралії з хокею на траві. 2011 року вперше отримав виклик і приєднався до національної збірної, яка виступала на Кубку Азлана Шаха в Малайзії. У липні 2011 року Чартер подорожував, але не виступав із командою під час їх турне по Європі. Отримав золоту медаль на турнірі Champion Trophy у 2011 році. У грудні 2011 року його назвали одним із двадцяти восьми гравців, які потрапили до національної чоловічої збірної Австралії на літніх Олімпійських іграх 2012 року. У червні 2012 року кількість членів команди зменшили. Чартер тренувався з командою з 18 січня по середину березня в Перті. У лютому 2012 року під час тренувального табору грав у тестовій серії чотирьох націй з командами: «Кукабаррас» (англ. Kookaburras), команда «Австралія А», Нідерланди та Аргентина.
Чартера відібрали до олімпійської команди «Кукабаррас» на Олімпіаду в Токіо 2020 року. Команда дійшла до фіналу вперше з 2004 року, але не змогла здобути «золото», поступившись Бельгії в серії булітів.

## Виноски
1. 1 2 3  Olympedia — 2006.
2. ↑  (unspecified title) — International Hockey Federation.
3. 1 2  Kookaburras begin their Olympic Games Campaign. Perth: Hockey Australia. 7 лютого 2012. Архів оригіналу за 21 березня 2012. Процитовано 7 березня 2012.
4. 1 2 3  Charter charts a course for Malaysia. The Canberra Times. Financial Times Limited — Asia Africa Intelligence Wire. 6 травня 2011. Процитовано 13 березня 2012.
5. ↑  Fit-again Turner does the hippy-hippy shake towards London. The Canberra Times. Financial Times Limited — Asia Africa Intelligence Wire. 7 лютого 2012. Процитовано 14 березня 2012.
6. 1 2 3 4 5 6  Minns, Michael (10 липня 2011). Young keeper hopes to grasp his chance — REGIONAL SPORTS EXTRA — CANBERRA HOCKEY. The Sun Herald. Sydney. с. 57. Процитовано 14 березня 2012.
7. 1 2  Lowe, Robert (12 грудня 2011). Kookas in flight for gold. The Courier Mail. Brisbane. с. 58. Процитовано 15 березня 2012.
8. 1 2 3  Charter to miss clash. The Canberra Times. Financial Times Information Limited — Asia Africa Intelligence Wire. 7 серпня 2006. Процитовано 14 березня 2012.
9. 1 2  Central end three-year drought – 3-0 win stops Wests streak. The Canberra Times. Financial Times Information Limited — Asia Africa Intelligence Wire. 21 вересня 2008. Процитовано 15 березня 2012.
10. ↑  LEADING THE CAPITAL INTO BATTLE. The Canberra Times. Financial Times Information Limited — Asia Africa Intelligence Wire. 23 грудня 2007. Процитовано 14 березня 2012.
11. ↑  Lakers working overtime. The Canberra Times. Financial Times Information Limited — Asia Africa Intelligence Wire. 19 березня 2007. Процитовано 15 березня 2012.
12. ↑  AAP (14 грудня 2011). Kookaburras name training squad for 2012 Olympic Games. The Daily Telegraph. Sydney. Процитовано 7 березня 2012.
13. ↑  FOR THE RECORD. The Australian. Sydney. 15 грудня 2011. с. 35. AUS_T-20111215-1-035-447690. Процитовано 9 березня 2012.
14. ↑  SCOREBOARD. The Daily Telegraph. Sydney. 15 грудня 2011. с. 116. DTM_T-20111215-1-116-447684. Процитовано 9 березня 2012.
15. ↑  Australian Olympic Team for Tokyo 2021. The Roar (амер.). Процитовано 4 лютого 2022.